# Раскрепощение
«Раскрепощение» (англ. Spanking the Monkey) — американская чёрная комедия 1994 года, снятая режиссёром и сценаристом Дэвидом О. Расселлом.

## Сюжет
Сьюзен Айбелли, замужняя, но одинокая женщина, случайно сломала ногу, в то же время как её мужу Тому, коммивояжёру, пришлось уехать на работу, а её сын Рэймонд собирается отправиться на всё лето в медицинскую интернатуру. Реймонду приходится остаться заботиться о матери. В итоге он теряет и интернатуру, и подругу. Все эти события очень огорчили его и вывели из эмоционального равновесия, в результате чего, воспользовавшись тем, что они с матерью были одни, между ними происходит инцест.

## Актёрский состав
- Джереми Дэвис — Рэймонд «Рэй» Айбелли
- Альберта Уотсон — Сьюзан Айбелли
- Бенджамин Хендриксон — Том Айбелли
- Карла Галло — Тони Пек
- Джудетт Джонс — тётя Хелен
- Мэттью Пакетт — Ники
- Зак Орт — Кёртис
- Джош Филип Вайнштейн — Джоэл
- Джуда Домке — Дон
- Нэнси Филдс — доктор Уилсон

## Производство
Оригинальное название фильма происходит от сленгового выражения, обозначающего мастурбацию и используемого одним из персонажей.

## Принятие

### Отзывы критиков
Фильм был положительно встречен критиками. На интернет-агрегаторе Rotten Tomatoes он имеет рейтинг 91% на основе 23 рецензий. Metacritic дал фильму 81 балл из 100 возможных на основе 16 рецензий, что соответствует статусу «преимущественно положительные отзывы».

### Награды и номинации
| Ассоциация                     | Год  | Категория                                       | Номинант(-ы)                   | Результат |
| ------------------------------ | ---- | ----------------------------------------------- | ------------------------------ | --------- |
| Ассоциация кинокритиков Чикаго | 1995 | Самый многообещающий актёр                      | Джереми Дэвис                  | Номинация |
| «Независимый дух»              | 1995 | Лучший дебютный фильм                           | Дэвид О. Расселл, Дин Сильверс | Победа    |
| «Независимый дух»              | 1995 | Лучший дебютный сценарий                        | Дэвид О. Расселл               | Победа    |
| «Независимый дух»              | 1995 | Лучшая женская роль второго плана               | Карла Галло                    | Номинация |
| «Независимый дух»              | 1995 | Лучший дебют                                    | Джереми Дэвис                  | Номинация |
| Круг кинокритиков Нью-Йорка    | 1994 | Лучший новый режиссёр                           | Дэвид О. Расселл               | Номинация |
| Кинофестиваль «Сандэнс»        | 1994 | Гран-при за лучший драматический фильм          | Дэвид О. Расселл               | Номинация |
| Кинофестиваль «Сандэнс»        | 1994 | Приз зрительских симпатий (драматический фильм) | Дэвид О. Расселл               | Победа    |